# Abudefduf sexfasciatus
Abudefduf sexfasciatus är en fiskart som först beskrevs av Lacepède, 1801.  Abudefduf sexfasciatus ingår i släktet Abudefduf och familjen Pomacentridae. Inga underarter finns listade i Catalogue of Life.

## Bildgalleri

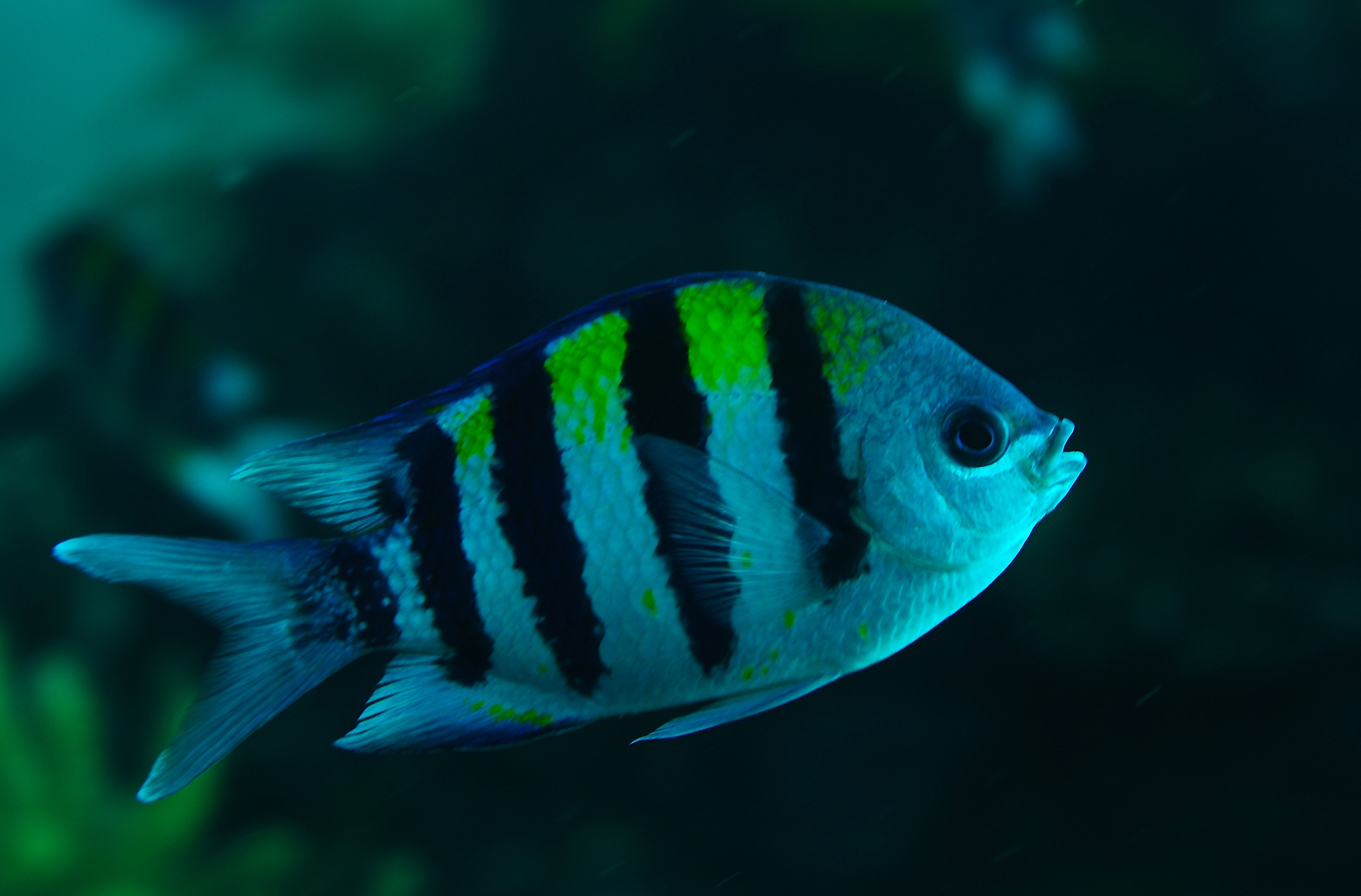
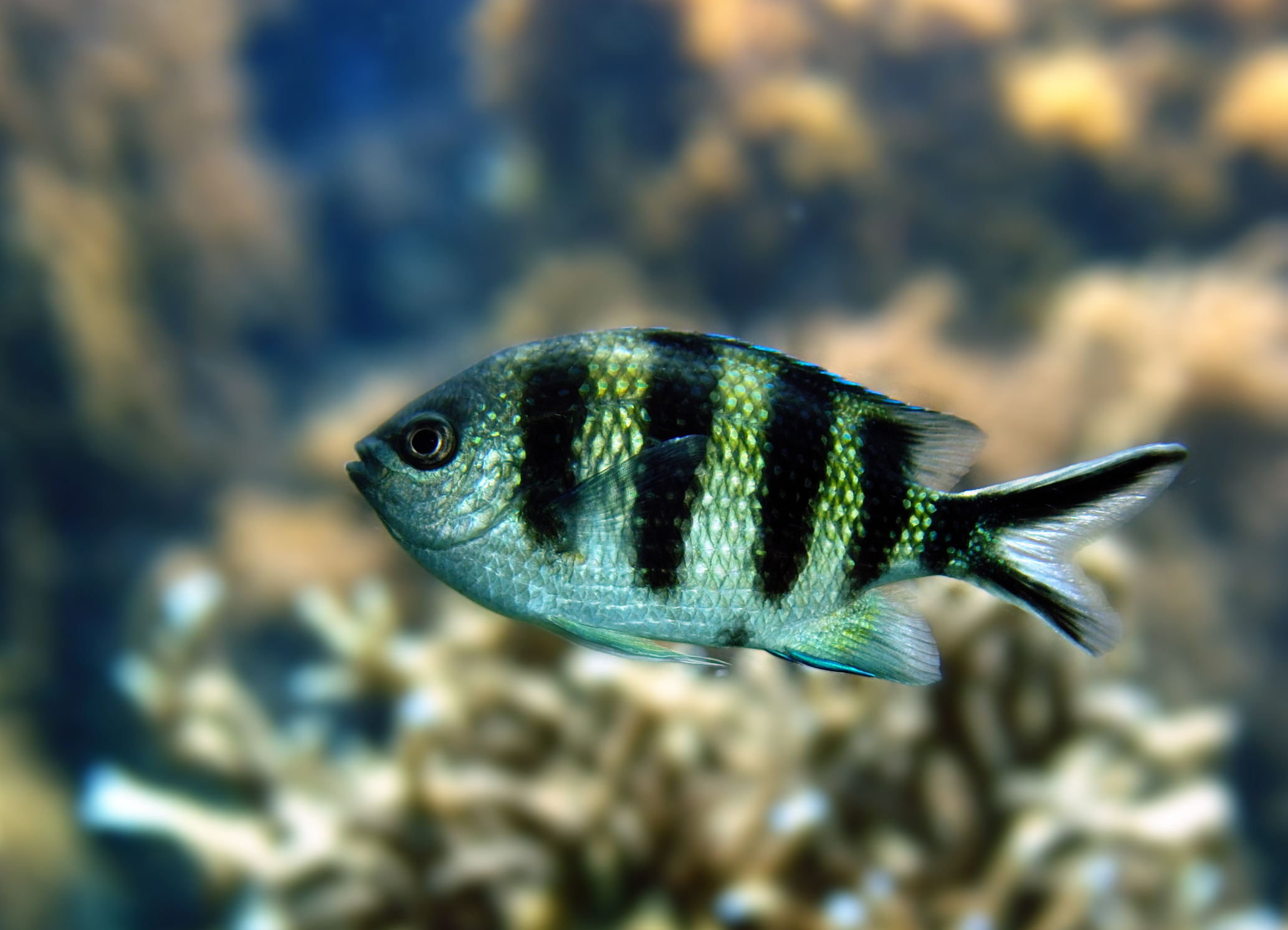
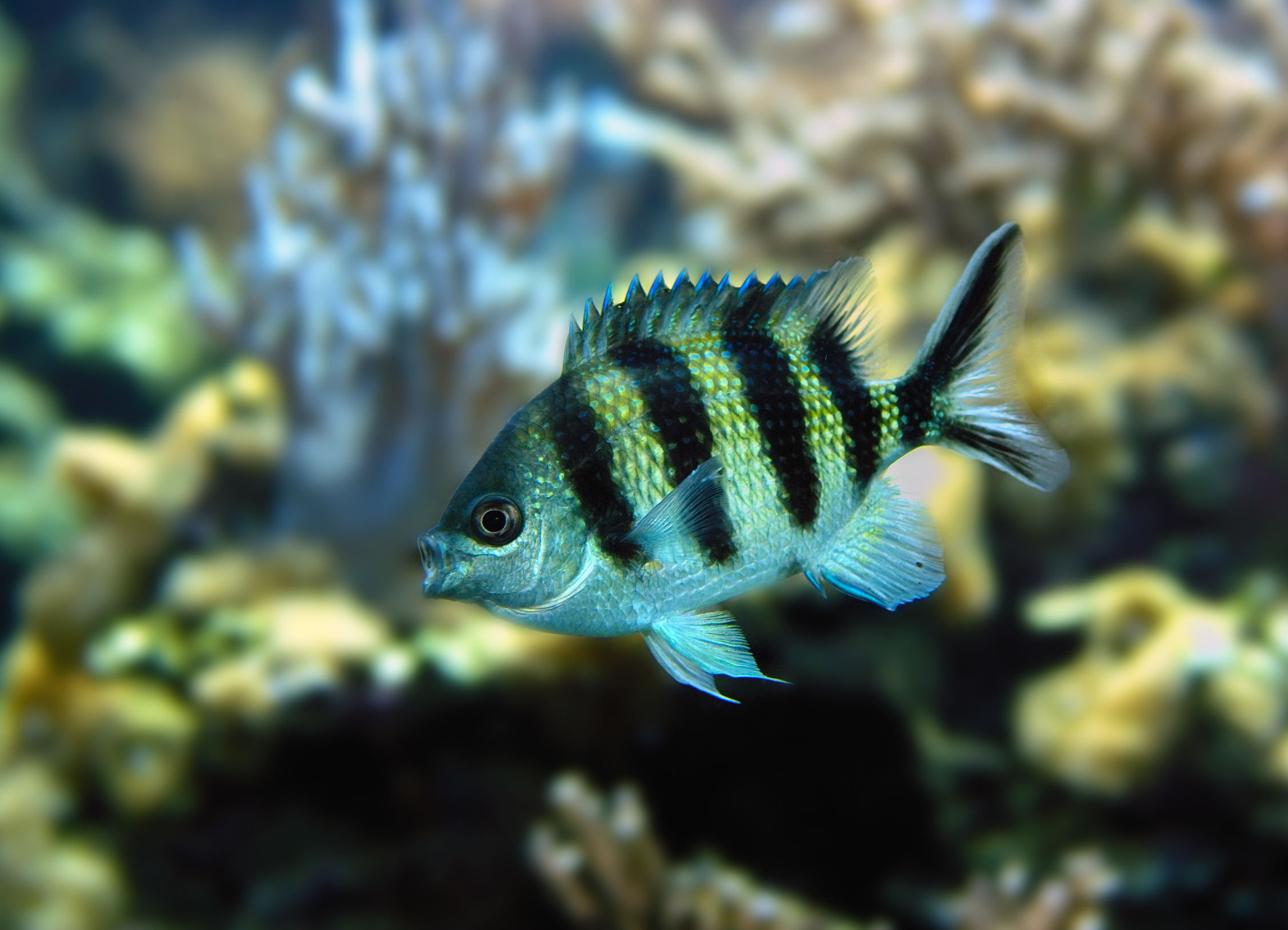
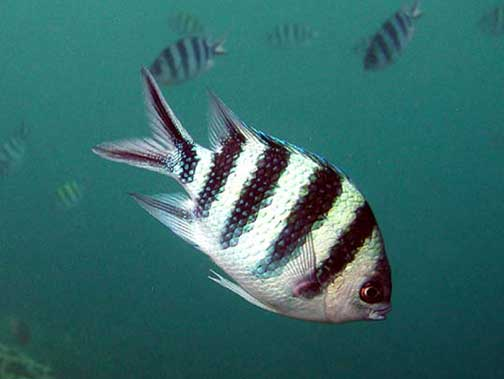